# Angry Birds Epic
Angry Birds Epic est un jeu vidéo de rôle développé par Chimera Entertainment et édité par Rovio Entertainment, sorti en 2014 sur iOS, Android, BlackBerry OS et Windows Phone.
Le jeu est retiré du Google Play et de l'App Store en 2019

## Accueil
- Gamezebo : 3,5/5[2]
- TouchArcade : 3,5/5[3]